# Przemówienia poznańskie

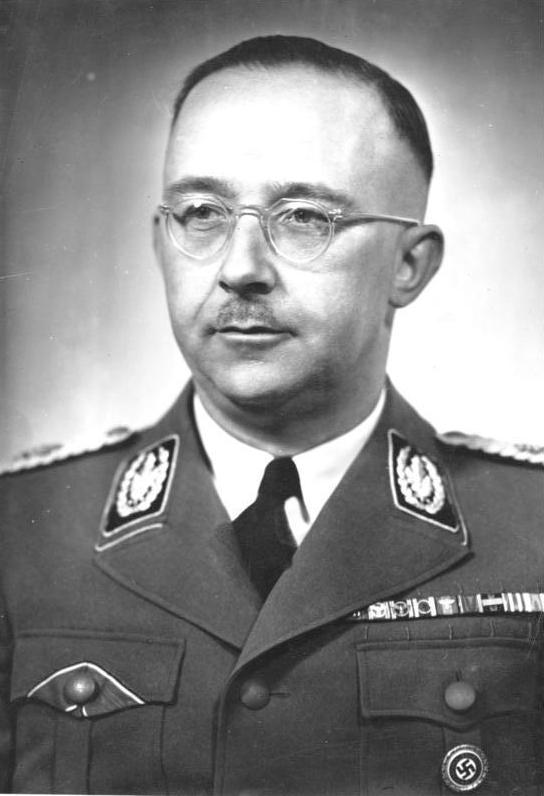
Heinrich Himmler
(zdjęcie z 1942)

Przemówienia poznańskie (niem. Posener Reden) – dwa tajne przemówienia, wygłoszone przez Reichsführera SS Heinricha Himmlera 4 i 6 października 1943, w nieistniejącym Nowym Ratuszu w Poznaniu.
Teksty przemówień są pierwszymi znanymi dokumentami z okresu III Rzeszy, w których wysoki urzędnik państwowy wypowiada się otwarcie przed wybranymi słuchaczami na temat przeprowadzanych w tym czasie masowych morderstw na ludności żydowskiej. Przemówienia te są dowodem na to, że nazistowski reżim dążył do holocaustu, który został zaplanowany i wykonany.

## Wprowadzenie
Przemówienia poznańskie z października 1943 są dwoma ze 132 oficjalnych wystąpień Himmlera w latach 1925–1945. Zostały wygłoszone przed działaczami NSDAP i członkami reżimu nazistowskiego. Pierwsze Himmler wygłosił przed 92 oficerami SS, a drugie przed reichsleiterami i gauleiterami oraz przedstawicielami rządu III Rzeszy. Przemówienia te należą do najważniejszych, wygłoszonych przez niego w czasie II wojny światowej. Przedstawiają one Himmlera jako głównego „architekta” tzw. Endlösung (z niem. ostateczne rozwiązanie kwestii żydowskiej) oraz wizjonera przyszłego, rządzonego przez „rasową elitę” państwa SS.
Pomimo faktu, że ludobójstwo dokonane na ludności żydowskiej nie było głównym tematem przemówień, przypisuje się im duże historyczne znaczenie. Himmler zaniechał stosowanych zwykle określeń maskujących i wypowiadał siȩ otwarcie o eksterminacji Żydów, którą przedstawiał jako historyczną misję narodowego socjalizmu. W pięciu innych przemówieniach w okresie od grudnia 1943 do czerwca 1944, które wygłosił przed dowództwem Wehrmachtu, również wypowiedział się dobitnie na ten temat.

## Kontekst historyczny
Posener Reden wygłoszone przez Himmlera przypadły na okres niepowodzeń strategicznych armii niemieckiej w II wojnie światowej. Niepowodzenia te w coraz większym stopniu niepokoiły władze nazistowskie. Alianci II wojny światowej na Konferencji w Casablance w styczniu 1943 postawili sobie za cel bezwarunkową kapitulację państw Osi. Zwycięstwo Związku Radzieckiego 2 lutego pod Stalingradem doprowadziło do przełomu w działaniach wojennych. 12 lutego prezydent USA Franklin D. Roosevelt zapowiedział ściganie głównych sprawców odpowiedzialnych za wojnę i ludobójstwo. 7 lipca wojsko amerykańskie wylądowało na Sycylii. Po zerwaniu przez Włochy 8 września Paktu trzech i przejściu na stronę aliantów przesuwało się ono w kierunku północnym i już 1 października wyzwolono Neapol spod niemieckiej okupacji.
Armia Czerwona rozpoczęła 17 lipca 1943 ofensywę letnią. W okresie od 27 lipca do 3 sierpnia zniszczony został podczas nalotów alianckich Hamburg. 18 sierpnia zniszczono wojskowe zakłady doświadczalne (niem. Heeresversuchsanstalt) w Peenemünde. W tym samym czasie wzrastał ruch oporu w okupowanych krajach Europy. Opozycjoniści niemieccy opracowywali plany „nowego porządku” (np. Krąg z Krzyżowej) po upadku Hitlera oraz planowali na niego zamachy. 4 września Hitler rozkazał stosowanie strategii tzw. spalonej ziemi podczas przewidywanego odwrotu z frontu wschodniego oraz wprowadzenie od 2 października na terenie Generalnego Gubernatorstwa sądów doraźnych (niem. Standgerichte).

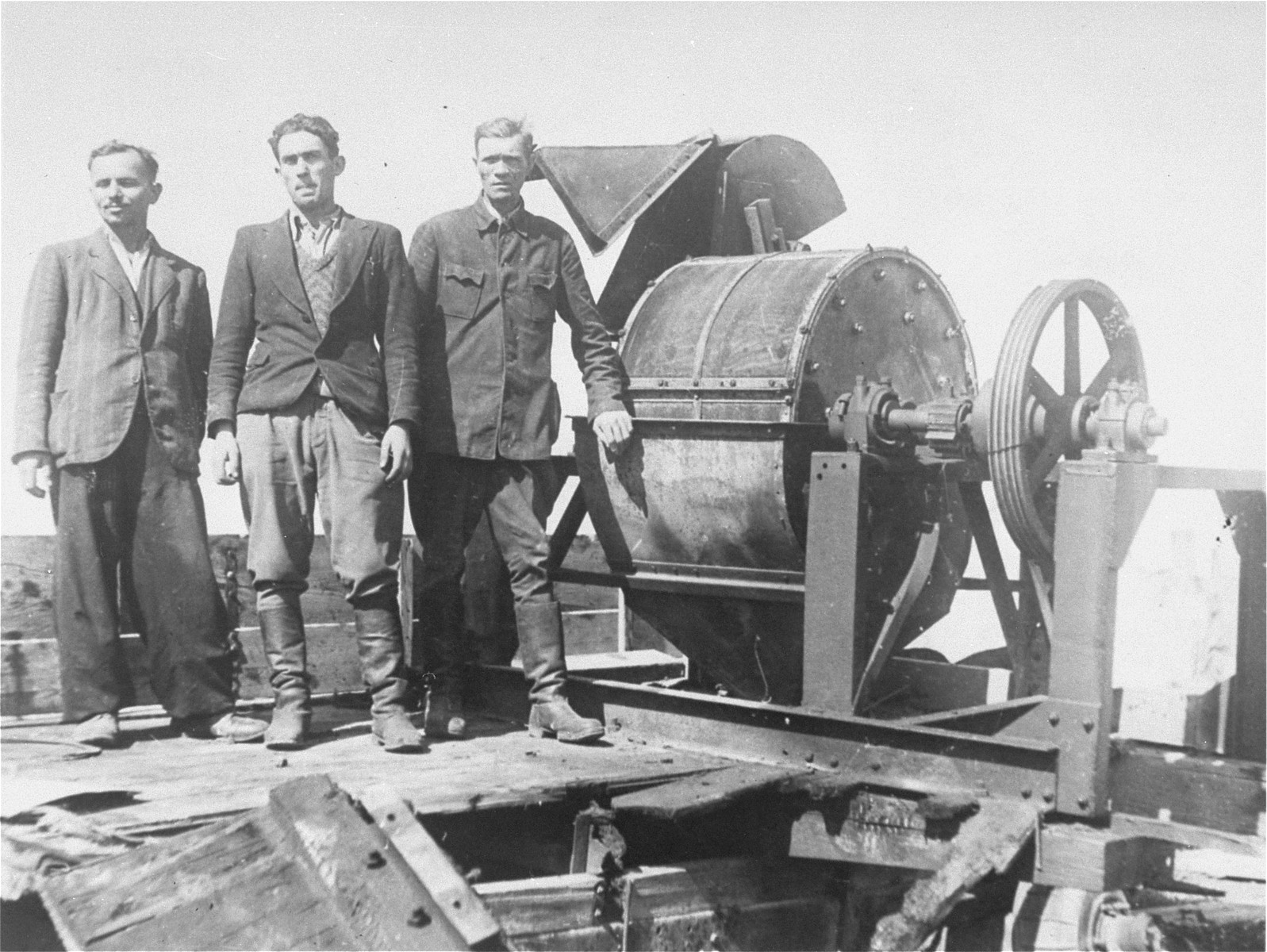
Członkowie Sonderkommando 1005 pozujący przy maszynie do mielenia kości

W tym samym okresie wyniszczenie Żydów stało się najważniejszym celem wojennym reżimu nazistowskiego. Na wiosnę wydano polecenie przeprowadzenia Akcji 1005 (niem. Sonderkommando 1005), mającej na celu ekshumację i palenie zwłok ofiar masowych egzekucji na froncie wschodnim dokonanych przez Einsatzgruppen. W ten sposób starano się zatrzeć ślady ludobójstwa. 11 czerwca Himmler rozkazał likwidację wszystkich gett żydowskich znajdujących się na okupowanych ziemiach polskich, a 21 czerwca wszystkich gett Żydów sowieckich. 25 czerwca uruchomiono cztery nowe krematoria w obozie koncentracyjnym Auschwitz-Birkenau. Od 1 lipca wszyscy Żydzi na terenie III Rzeszy podlegali prawu policyjnemu. Po mianowaniu Himmlera, 24 sierpnia, na Ministra Spraw Wewnętrznych Rzeszy (niem. Reichsinnenminister), podporządkowane były mu wszystkie jednostki policyjne na terenie III Rzeszy i na terenach okupowanych. Do 19 października miała zostać zakończona „Akcja Reinhardta” (niem. Einsatz Reinhardt), mająca na celu planowe wyniszczenie Żydów i Romów w obozach zagłady, które po jej zakończeniu miały zostać zlikwidowane.

## Przemówienie z 4 października 1943

### Nagranie na żywo i maszynopis tekstu przemówienia
Himmler nie przygotowywał w formie pisemnej swoich przemówień, wygłaszał je na podstawie krótkich odręcznych notatek. Od końca 1942 zaprzestano stenografowania jego przemówień i zaczęto je nagrywać na żywo na płytach gramofonowych. W maszynopisie tych nagrań ich wykonawca, Untersturmführer Werner Alfred Venn, poprawił błędy gramatyczne i uzupełnił brakujące słowa. Po ponownym ręcznym skorygowaniu przez Himmlera wstępnej wersji maszynopisu przemówienia, było ono przepisywane na maszynie do pisania z dużą czcionką i archiwizowane.
Trzygodzinne przemówienie Himmlera z 4 października 1943, o objętości 115 stron maszynopisu (jedna kartka zaginęła), zostało znalezione w archiwum SS jako dokument z numerem 1919-PS. Przemówienie to zostało przedłożone Międzynarodowemu Trybunałowi Wojskowemu w Norymberdze i wykorzystane w procesach przeciwko zbrodniarzom wojennym. W 23. dniu procesu przytoczono fragment przemówienia, który jednak nie dotyczył holocaustu. Nagrane na żywo przemówienie też się zachowało. Przy porównaniu zapisu dźwiękowego z maszynopisem można dostrzec niewielkie różnice, które jednak nie zmieniają myśli zawartej w jego tekście.

### Słuchacze, powód i cel

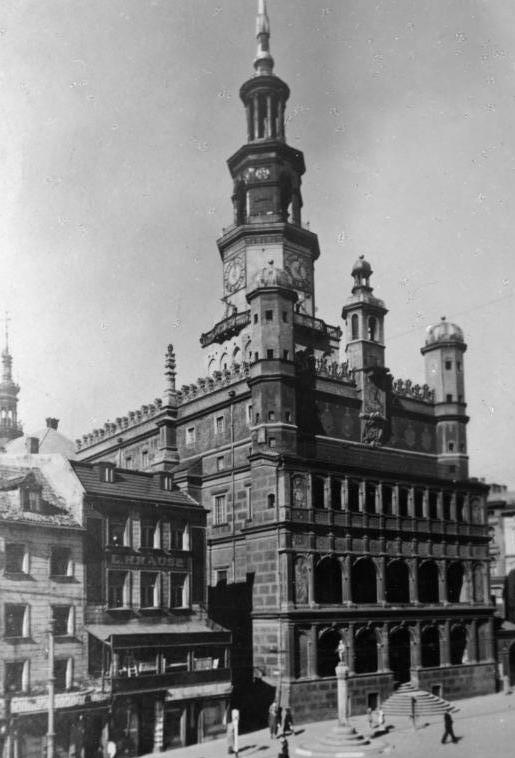
Ratusz poznański (1910)

Himmler wygłosił pierwsze Przemówienie poznańskie nie – jak przyjmowano – w Zamku Cesarskim w Poznaniu, lecz w nowym ratuszu w Poznaniu. W obradach SS-Obergruppenführer (dowództwa SS) brało udział: 33 obergruppenführerów, 51 gruppenführerów i 8 brigadeführerów, z terenu całej III Rzeszy. Wielu przyjechało z okupowanych terenów Europy Wschodniej. Obszerna część przemówienia dotyczyła napiętej sytuacji na froncie wschodnim. Sukcesy strategiczne i ruch oporu „Słowian”, określanych mianem niem. Untermensch, wymagały wyjaśnienia. Miały one pozytywnie nastroić oficerów SS, do stojących przed nimi ciężkimi walkami w czasie trzeciej zimy wojny niemiecko-sowieckiej.
Tylko około dwie minuty przemówienia dotyczą zagłady Żydów. Przy tej okazji odwołał się Himmler do doświadczeń swoich słuchaczy. Doświadczenia te dotyczyły udziału w przeprowadzaniu masowych egzekucji, likwidacji gett, służby w obozach zagłady lub posiadaniu wiadomości na te tematy. Przemówienie to miało usprawiedliwić przestępstwa już popełnione oraz zobowiązać słuchaczy do działania w imieniu wielkiej sprawy.
Nieobecnym na obradach, około 50 wysokim rangą oficerom SS, doręczono tekst przemówienia drogą pocztową, a jego odbiór musieli oni osobiście potwierdzić.

### „Przebieg wojny”
Po oddaniu hołdu poległym Himmler przedstawia przebieg działań wojennych z własnego punktu widzenia. Zażarty opór sowiecki przypisuje działalności politruków. Agresja na ZSRR ubiegła według jego opinii planowany atak sowiecki. Jednak z powodu braku wiary we własne siły zaprzepaszczono w 1942 ostateczne zwycięstwo. Himmler wywodzi na temat potencjału armii sowieckiej, wypowiada się negatywnie o tzw. zamieszaniu wokół Własowa, poszerza temat o niższości słowiańskiej rasy, nad którą mogłaby panować mniejszość niemiecka.
W dalszej części wypowiada się na temat Włoch, których armia przesiąknięta jest komunistami i ma pozytywne nastawienie do Anglii i USA. Omawia pobieżnie sytuację na Bałkanach i na pozostałych terenach okupowanych, gdzie działania ruchu oporu określa jako dokuczliwe, lecz niezbyt bolesne ukłucia. Krótko porusza temat wojny na morzu i w powietrzu, a następnie przechodzi do tematu tzw. frontu wewnętrznego. Słuchanie wiadomości nadawanych przez aliantów i ciągłe naloty prowadzą do zaniku w narodzie chęci do walki i przetrwania. W celu zapobieżenia mu powinny być podjęte działania odstraszające, jak np. procesy pokazowe zakończone wydaniem wyroku śmierci.
W końcu zwraca Himmler uwagę na sytuację panującą po stronie wroga. Wypowiada się na temat stosunków pomiędzy Wielką Brytanią a USA oraz ich wytrzymałości i nastawienia do wojny. Szczegółowo omawia zmiany personalne w SS, poszczególnych dywizjach i oddziałach policyjnych, określa swoje obowiązki jako ministra Rzeszy i zadania działalności gospodarczej SS.

### „Traktowanie narodów Europy Wschodniej”
W krótkim szkicu przebiegu działań wojennych Himmler zajmuje stanowisko w związku z milionowymi ofiarami pośród sowieckich jeńców wojennych i osób zesłanych na roboty przymusowe. Tak samo jak w swoich przemówieniach sprzed wojny i zgodnie z wywodami Hitlera w Mein Kampf mówi, że wytępienie słowiańskich „podludzi” jest naturalną koniecznością z historycznego punktu widzenia. W tym przypadku łagodność jest na niewłaściwym miejscu.

Następująca zasada musi absolutnie obowiązywać każdego SS-mana: uczciwi, przyzwoici, wierni i koleżeńscy mamy być wyłącznie wobec osób naszej krwi, a poza tym dla nikogo. Jak się Rosjanom wiedzie, jak się Czechom wiedzie, jest mi absolutnie obojętne. Dobrą krew, podobną do naszej, płynącą w żyłach innych narodów, weźmiemy siłą, nawet jeśli byłoby niezbędnym rabować ich dzieci i wychowywać je u nas. Czy inne narody żyją w dobrobycie, czy zdychają z głodu, interesuje mnie tylko w aspekcie zapotrzebowania jako niewolników dla naszej kultury, w innym wypadku nie interesuje mnie to. Czy przy budowie rowu przeciwczołgowego zginie z wycieńczenia 10 000 rosyjskich kobiet lub nie, interesuje mnie to tylko do momentu zakończenia budowy tego rowu dla Niemiec.

### „Eksterminacja Żydów”
Następnie Himmler mówi otwarcie o ludobójstwie na Żydach. Do tej pory nikt z przedstawicieli reżimu nazistowskiego nie wypowiadał się w ten sposób.

Teraz mam na myśli ewakuację Żydów, eksterminację narodu żydowskiego. Zalicza się to do prostych spraw, o których łatwo się mówi. „Naród żydowski będzie eksterminowany” – mówi każdy członek naszej partii – „jasne – jest to w programie naszej partii, eliminacja Żydów, eksterminacja, zrobi się”. [...] Każdy, który tak się wyraża, nie był naocznym świadkiem, nie brał w tym udziału. Większość spośród was tu obecnych wie, co znaczy, kiedy 100 zwłok leży obok siebie, kiedy 500 czy kiedy 1000 zwłok leży przed nami. To przejść i pomimo tego – pominąwszy odosobnione przypadki ludzkiej słabości – pozostać porządnym człowiekiem, to nas zahartowało. Jest to, nigdy nie napisana i nigdy nie mająca zostać zapisana, chwalebna karta naszej historii [...]. Do nas należy prawo, jesteśmy w obowiązku wobec naszego narodu, naród, który chce nas zamordować, zamordować.

Dalej chwali Himmler postawę SS-manów. Na około 30 spośród 116 stron rozwodzi się na temat ich rzekomych cnót oraz ich celu, tj. stania się w ciągu następnych 20–30 lat rządzącą elitą Europy.

## Przemówienie z 6 października 1943
Do 1970 r. znane było tylko pierwsze przemówienie zwane Posener Rede (z niem. Przemówienie poznańskie). Odkryte w owym roku kolejne jest często mylone z pierwszym lub niedostrzegane są różnice.